# کریس اوون (هنرپیشه)
کریس اوون (انگلیسی: Chris Owen؛ زادهٔ ۲۵ سپتامبر ۱۹۸۰) یک هنرپیشه اهل ایالات متحده آمریکا است.

## گزیده فیلمشناسی
از فیلم‌ها یا برنامه‌های تلویزیونی که وی در آن نقش داشته است می‌توان به آثار زیر اشاره کرد.
- آنگوس (فیلم) (۱۹۹۵)
- مایه ننگ (۱۹۹۶)
- نمی‌توانم صبر کنم (۱۹۹۸)
- او همه چیز تمام است (۱۹۹۹)
- آسمان اکتبر (۱۹۹۹)
- پای آمریکایی (۱۹۹۹)
- پای آمریکایی ۲ (۲۰۰۱)
- ون وایلدر (۲۰۰۲)
- وندی عزیز (۲۰۰۵)
- پای آمریکایی: اردوگاه نوار (۲۰۰۵)
- مه (۲۰۰۷)
- تجدید دیدار آمریکایی (۲۰۱۲)
- بارو (فیلم ۲۰۱۲) (۲۰۱۲)